# Nicolaus gracilitas
Nicolaus gracilitas är en insektsart som beskrevs av Stiller 1998. Nicolaus gracilitas ingår i släktet Nicolaus och familjen dvärgstritar. Inga underarter finns listade i Catalogue of Life.